# Bulbophyllum biflorum
Bulbophyllum biflorum là một loài phong lan. Hoa của loài này dài khoảng 7.5 cm; có một môi nhỏ phía trên và hai môi dài ở dưới màu tím nhạt dần thành màu trắng về cuối. Loài này tìm thấy ở Java, Sumatra, Bali, Borneo, Philippines, bán đảo Thái và Mã Lai. Nó thường mọc trên thân cây ở đồi râm có độ cao từ 500 mét đến 1200 mét.